# Пета страна света
Пета страна света је пети студијски албум српске рок групе Кербер. Албум је издат 1990. године.

## Песме
На албуму се налазе следеће песме:

## Информације о албуму
- Горан Шепа - вокал
- Томислав Николић - гитара
- Бранислав Божиновић - клавијатуре
- Бранко Исаковић - бас гитара
- Драгољуб Ђуричић - бубњеви